# Fragmentation urbaine
La notion de fragmentation urbaine fait son apparition dans les années 1980 et vient se substituer à celle de ségrégation dans les études de la ville, sans pour autant avoir exactement le même sens. Cette notion propose une analyse à une échelle plus individuelle que celle de ségrégation. La fragmentation urbaine se traduit par la création de barrières physiques (par exemple, les gated communities) et de discontinuités territoriales, morphologiques. 
La fragmentation spatiale est un processus qui conduit à la création de discontinuités, de perte de cohérence entre les différentes parties de la ville, qui peut notamment passer par un manque de liens de communication entre elles. 

## Fragmentation urbaine et processus liés à la mondialisation
L'identité sociale portée par la ville, objet spatial, éclaterait pour laisser place à des petits fragments urbains sans cohérence d'ensemble. Cette perte d'un sens global, du « tout organique » de la ville, apparaît liée à l'accroissement de la précarité et des écarts sociaux causés par le passage à une économie post-fordiste et à la métropolisation. Pour la sociologue et économiste néerlando-américaine Saskia Sassen, la fragmentation de l'espace urbain dans les métropoles traduit en effet l'accentuation des disparités entre les populations intégrées aux processus mondiaux et les populations plus précaires, qui ne peuvent pas être pleinement intégrées à la ville du fait de la faiblesse de leurs ressources. 
La question de la fragmentation spatiale soulève donc un paradoxe de la mondialisation : alors que les villes sont de plus en plus mondialisées (circulation de travailleurs, d'informations, de capitaux…), les espaces urbains se morcellent, se spécialisent, et les différents groupes sociaux qui y vivent se replient sur eux-mêmes. 
Selon Françoise Navez-Bouchanine, la fragmentation — et l'absence de référence à la société globale qu'elle induit de la part de groupes éclatés — s'exprime à différents niveaux : social, économique, culturel, politique et administratif.

## Fragmentation sociale

### Définition
On observe aujourd'hui dans les métropoles un processus de différenciation socio-spatiale, qui entraîne, d'après les sociologues français Michel Pinçon et Monique Pinçon-Charlot, la formation d'un « patchwork de groupes sociaux » (les groupes sociaux sont juxtaposés, sans interagir et sans qu'il existe entre eux une réelle cohérence dans l'espace urbain). Les différents groupes sociaux vont se répartir les espaces de la ville, en mettant en place des stratégies d'évitement qui participent au renforcement du phénomène d'« entre soi ». Les individus choisissent de se regrouper en fonction de leur mode de vie, de leurs revenus, de leur culture, sans se mélanger. La ville apparaît alors comme un ensemble discontinu, polycentrique et fragmenté.
La fragmentation urbaine est particulièrement observée aux États-Unis, où les stratégies d'autoenfermement (F. Madoré, 2004) se multiplient. En effet, dans ce pays, la division sociale de la ville se matérialise par la création de quartiers fermés, les « Gated communities ». Il s'agit d'un genre  d'« enclave résidentielle » aux interactions restreintes avec le reste de la ville, et au sein desquelles l'homogénéité sociale est forte.

### Ségrégation et fragmentation: deux phénomènes différents?
L'existence d'une réelle différence de définition entre les notions de ségrégation et de fragmentation urbaine ne fait pas consensus au sein de la communauté scientifique. 
Pour certains auteurs, il n'existerait pas de réelle différence entre les deux termes : la « fragmentation urbaine » ne serait qu'un euphémisme pour désigner la ségrégation spatiale. Les deux termes recouvreraient donc la même idée.
Pour d'autres, la notion de fragmentation spatiale permettrait une analyse plus adaptée aux processus contemporains de différenciation socio-spatiale que celle de ségrégation, popularisée par les chercheurs de l'École de Chicago. L'étude de la fragmentation urbaine permettrait notamment une meilleure prise en compte des liens sociaux. Elle permettrait de mieux décrire les nouvelles formes de division sociale, ainsi que la diffusion de ce que F. Madoré appelle les "stratégies d'autoenfermement".

## L'exemple de Paris
La gentrification, qui désigne un processus d'embourgeoisement des quartiers populaires qui passe notamment par une mutation de l'habitat, de l'espace public et aussi des commerces, est particulièrement observable dans les quartiers traditionnellement populaires de Paris, la capitale française. Par exemple, l'installation en 2014 du bistrot « branché » La REcyclerie dans le quartier de Clignancourt, considéré comme populaire, témoigne bien de l'avancée du « front de gentrification » dans la capitale, avec la constitution de nouvelles enclaves dans les quartiers populaires, fréquentées par des étudiants, artistes et habitants des quartiers plus aisés, qui interagissent peu avec les habitants du quartier.

## Fragmentation urbaine aux États-Unis

### Los Angeles: archétype de la ville fragmentée

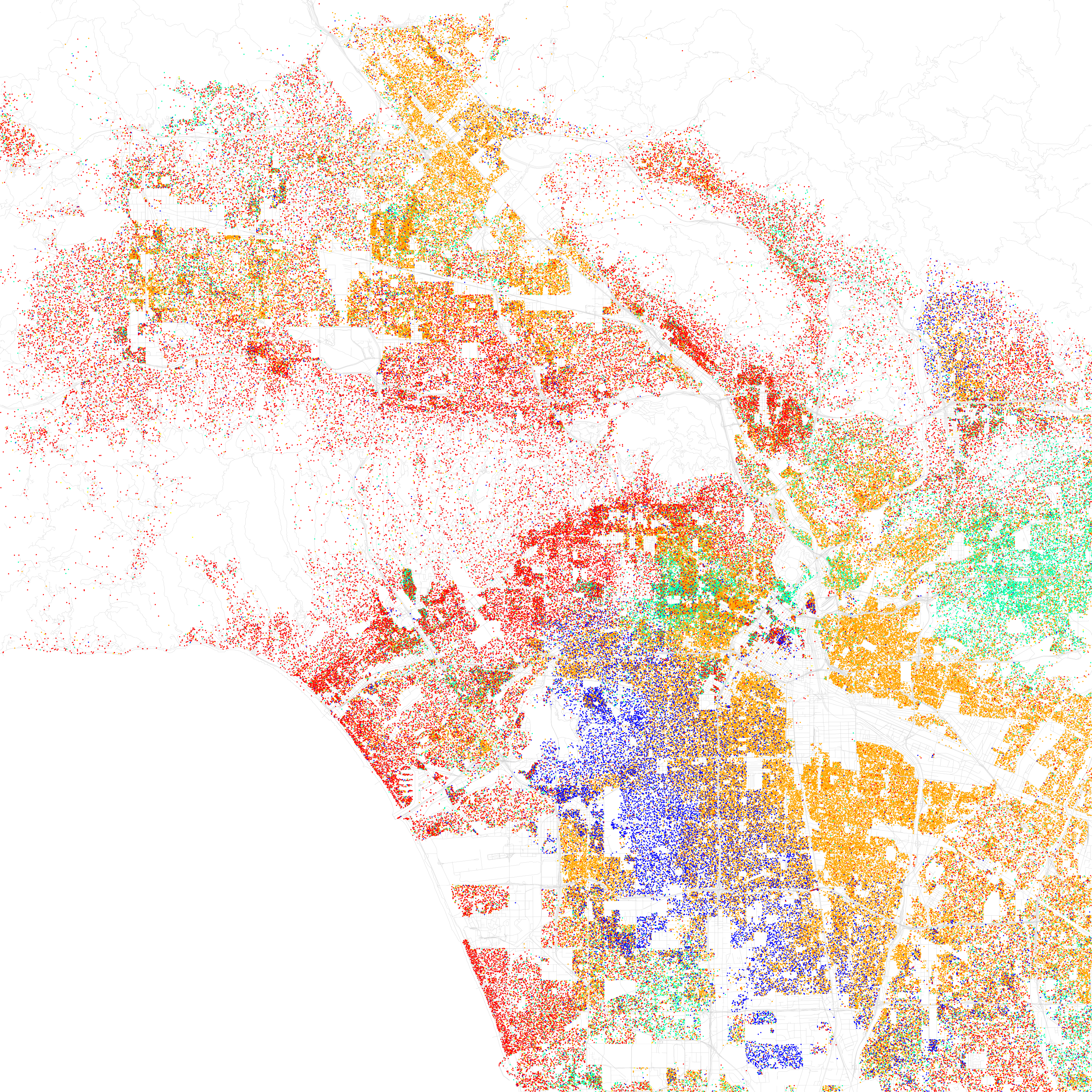
Distribution des groupes ethniques en 2010 à Los Angeles, chaque point représentant 25 personnes : Blancs non hispaniques (en rouge), Noirs (en bleu), Asiatiques (en vert) et Latinos (en jaune).

Los Angeles, deuxième ville la plus peuplée des États-Unis, est considérée par beaucoup de géographes et autres chercheurs (Soja, Tannier) comme le modèle-type de la ville fragmentée. Dès 1850, la ville est déjà surnommée la « fragmented metropolis ». En effet, elle ne possède pas de réel centre-ville : l'étalement urbain y est particulièrement important et dense, ce qui ne permet pas de faire la différence entre l'espace urbain et suburbain, et la ville est polycentrique, composée de plusieurs centres situés dans des parties différentes de la ville et reliés entre eux par des axes routiers.
Les gated communities, comme celle de Leisure World (en), y sont nombreuses : ces enclaves résidentielles témoignent de la fragmentation socio-spatiale de la ville et du refus des populations les plus aisées d'entrer en interaction avec d'autres classes sociales. En effet, selon Mike Davis, ethnologue et sociologue de l'urbain, Los Angeles est une ville post-moderne, où prévalent les logiques sécuritaires. Par ailleurs, le taux de ségrégation raciale de la ville est particulièrement élevé : les ethnies semblent se partager entre elles les différents quartiers de la ville. Selon Cecile Tannier, la métropole de Los Angeles constituerait une « ville fractale », pleine de discontinuités.
Cette fragmentation de l'espace urbain se traduit également dans le mode de gouvernance de la ville : la municipalité partage son pouvoir avec 15 conseils de districts et 70 conseils de quartiers qui forment des groupes de pression forts, rendant difficile la mise en place de politiques urbaines à l'échelle de la métropole. Cette fragmentation génère des mouvements d'opposition de type Nimby.

## La fragmentation en architecture et en urbanisme
Utilisée par les acteurs producteurs de la ville, la notion de fragmentation peut avoir un sens plus spécifique : elle désigne dans ce cas un phénomène physique visible dans l'espace. La fragmentation correspond alors à une coupure du tissu urbain par des voies de communication (autoroutes, réseau hydrographique, voies ferrées) qui segmentent l'espace urbain et isolent des quartiers, ce qui peut conduire à l'émergence d'une fragmentation sociale de la ville.